# نيلسون أبليتون مايلز
نيلسون أبليتون مايلز (بالإنجليزية: Nelson Appleton Miles)‏ (8 أغسطس 1839 - 15 مايو 1925) كان جندي في جيش الولايات المتحدة وقد شارك في الحرب الأهلية الأمريكية الحروب الهندية الأمريكية والحرب الأمريكية الإسبانية.

## روابط خارجية
- نيلسون أبليتون مايلز على موقع الموسوعة البريطانية (الإنجليزية)
- نيلسون أبليتون مايلز على موقع إن إن دي بي (الإنجليزية)